# Eamon Murray
Eamon Murray is een Noord-Ierse bespeler van de bodhrán en won daar al mee bij vier All-Ireland-competities voor bodhrán. Eamon komt uit Randalstown, County Antrim, Noord-Ierland. Hij is medewerker bij de Noord Ierse traditionele band Beoga en was bij de twee cd’s van deze groep betrokken.

## Discografie
- A Lovely Madness – met Beoga  - 2004
- Mischief  –  met Beoga  -  2007